# 春日路 (桃園市)
春日路是一條位於臺灣桃園市，經過桃園區的主要道路。東接桃鶯陸橋與桃鶯路相接，起點位於萬壽路三段，西以桃園龜山區界為界，銜接龜山區民生北路一段。三民路二段至桃園、龜山區界的路段包含在台4線的範圍內，而桃鶯陸橋至三民路二段則包含在市道110號的範圍內。春日路得名自市區段路旁的「春日國民學校」（以桃園神社所在的「春日山」來命名，今東門國小，最初為桃園第二公學校，1941年至1946年改稱春日國民學校），最早的春日路只有萬壽路至三民路的市區路段，1975年新建路段往北延伸至民生路口，之後併入民生（北）路後段延伸至龜山區界，接龜山區民生北路一段。

## 沿經行政區域
- 桃園市
  - 桃園區

## 車道配置
- 萬壽路三段－三民路二段：雙向各一車道
- 三民路二段－經國路：雙向各二車道及中央綠化安全島，並設有機車道
- 經國路－桃園龜山區界：雙向各二車道及中央綠化安全島

## 沿線設施
(由東南至西北)
- 永豐銀行(北桃園分行)[1]
- 台灣企銀(北桃園分行)[2]
- 渣打銀行(會稽分行)[3]
- 桃園市桃園區會稽國民小學[4]
- 桃園水汴頭郵局(桃園13支局)[5]